# Uśmiech

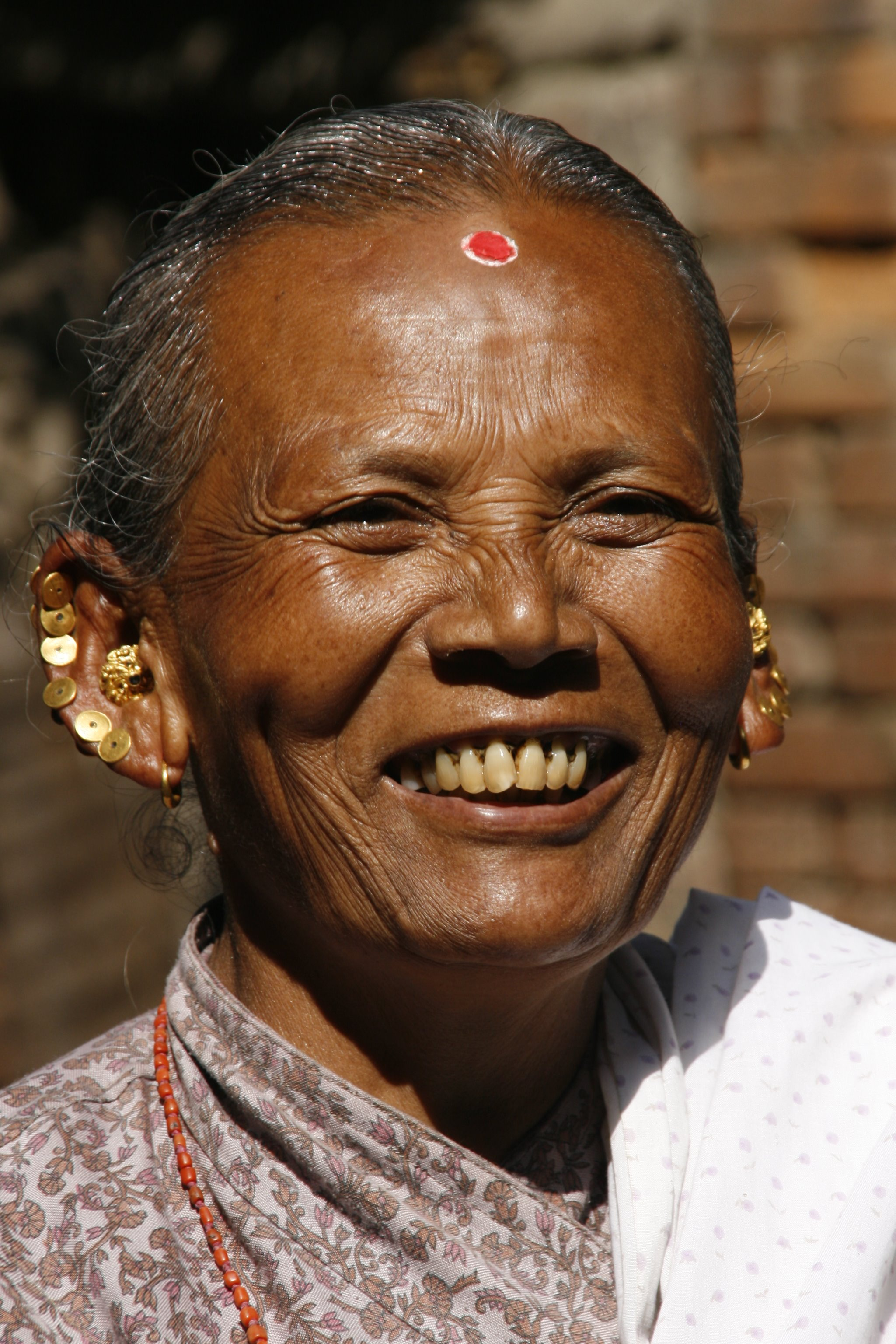
Uśmiechająca się kobieta.

Uśmiech – wyraz twarzy, grymas powstający przez napięcie mięśni po obu stronach ust, oraz (w pełniejszym uśmiechu) napięcie mięśni wokół oczu. Jest wspólnym dla wszystkich ludzi wyrazem takich emocji jak szczęście i rozbawienie, choć badania kultur pokazują, że sposób jego użycia jest bardzo różny w różnych kulturach.
U zwierząt, odsłonięcie zębów w sposób przypominający ludzki uśmiech, jest często wyrazem groźby albo poddania. U szympansów może być oznaką strachu. Badaniem uśmiechu zajmuje się gelotologia, psychologia i lingwistyka.

## Dołeczki

Uśmiechający się mężczyzna z dołeczkami na policzkach.

Dołeczki na policzkach, widoczne gdy ludzie się uśmiechają, zależą od struktury mięśni jarzmowych i kości jarzmowej i są genetycznie dziedziczone jako cecha dominująca.

## Typy uśmiechów
Francuski lekarz Guillaume Duchenne w XIX wieku jako pierwszy opisał dwa różne typy uśmiechów. Uśmiech Duchenne'a wymaga napięcia zarówno mięśni jarzmowych (podnoszących kąciki ust) jak i mięśni okrężnych oka (podnoszących policzki i tworzących zmarszczki wokół oczu). Drugi typ uśmiechu wymaga użycia jedynie mięśni jarzmowych. Obecnie jest on czasem nazywany uśmiechem Pan Am, od nazwy linii lotniczych Pan American World Airways, których stewardesy były znane z uśmiechu tego typu. Uśmiech Duchenne'a jest uważany za bardziej szczery i zdradzający prawdziwe emocje, ponieważ większość ludzi nie potrafi świadomie kontrolować wystarczająco dobrze mięśni okrężnych oka.
Profesor Paula Niedenthal, psycholog społeczna (Uniwersytet Michigan) wyróżniła 3 rodzaje uśmiechów:
- uśmiech nagrody - służący nagradzaniu siebie i innych, towarzyszy mu uniesienie brwi oraz obu kącików ust;
- uśmiech dominacji - określa pozycję w grupie, często bywa pogardliwy, wskazuje na brak szacunku i dominację wobec innych, jego cechy charakterystyczne to zmarszczenie nosa, uniesienie policzków i kącika ust;
- uśmiech afiliacji - stosowany do podtrzymania kontaktów, wskazuje na pokojowe i serdeczne zamiary wobec innych osób, charakteryzuje go intensywna praca mięśnia okrężnego ust, uniesienie kącików ust i odsłonięcie zębów.